# Domani (film 1974)
Domani è un film del 1974 diretto da Mimmo Rafele.

## Trama
Salvatore torna in Calabria vent'anni dopo la sua partenza verso gli Stati Uniti. Al suo rientro scopre che sua moglie è morta, e il figlio che stava per nascere è scomparso dopo esser stato affidato a dei parenti emigrati a loro volta. Decide allora di rimanere in Calabria, sperando che suo figlio decida di rientrare nel luogo in cui è nato, e questa speranza diventa presto la sua unica ragione di vita.

## Produzione
Il film fu girato a Badolato. La sceneggiatura si basa sul racconto Domani (To-morrow) di Joseph Conrad, pubblicato nell'agosto 1902.

## Distribuzione
Il film partecipò alla XVII edizione della Mostra Internazionale del Film d'Autore a Sanremo nel marzo del 1974 e fu poi trasmesso dalla Rai sul secondo canale il 19 ottobre 1974.